# Sue Terry
Sue Terry (1959) is een Amerikaanse jazzsaxofoniste en componiste.

## Biografie
Terry begon op haar zesde op de accordeon, drie jaar later stapte ze over op de klarinet en op haar twaalfde koos ze voor de altsaxofoon. Ze studeerde aan Hartt School van de University of Hartford, waar ze een leerling was van Jackie McLean. Deze adviseerde haar naar New York te gaan, waar Clifford Jordan, Junior Cook en Barry Harris haar mentoren werden. Ze speelde als solist in de groepen van Charli Persip, Clifford Jordan, Walter Bishop junior en Jaki Byard, later werkte ze met National Symphony, Brooklyn Philharmonic en de New York Pops. Ze werkte samen met Billy Taylor, Clark Terry, Al Jarreau, Chaka Khan, George Duke, Barry Harris, Hilton Ruiz, Irene Reid, Dr. John, Teri Thornton, Mike Longo en Howard Johnson. Ze trad op tijdens het Montreux Jazz Festival, North Sea Jazz Festival en Pori Jazz. In 2016 leidde ze met Vladyslav Sendecki een workshop bij TraveJazz.
Terry heeft sinds 1993 verschillende albums gemaakt, zoals Gilly's Caper, Pink Slimy Worm en Bandleader 101. Ze is ook te horen op platen van Joe McMahon, Bobby Sanabria, Jaki Byard, Fred Ho en Diva. Met Peggy Stern nam ze Art of the Duo (1995) op. Ze is de auteur van Practice Like the Pros en andere instructieboeken.